# Parcul Național Zion
Parcul Național Zion se află situat la granița dintre statele americane Utah  și Arizona. Parcul se află între Platoul Colorado, Marele Bazin și Deșertul Mojave, întinzându-se pe o suprafață de 579 km2, fiind amplasat între culmile Coalpits Wash (1.128 m) și Horse Ranch Mountain (2.660 m).

## Istoric
În anul 1909 regiunea canioanelor (în engleză Mukuntuweap National Monument) a fost declarată monument național, pentru ca mai târziu, în anul 1919, să devină parc național. În 1937 teritoriul parcului a fost extins ca să cuprindă și teritoriul numit Kolob Canyon.

## Etimologie
Zion (pronunție, țion) înseamnă în ebraică loc de refugiu sau lăcaș sfânt, termen folosit de mormonii care trăiesc în Utah. Pe teritoriul parcului se află numeroase defilee, canioane dintre care mai cunoscute sunt Zion Canyon și Kolob Canyon. Rocile componente a canionului sunt roci sedimentare în care predomină gresia de culoare brună cu nuanțe de trecere spre portocaliu. Vârsta rocilor este apreciată la circa 170 milioane de ani. Prin relieful variat, parcul oferă adăpost unei flore și faune bogate ca și o serie de puncte de atracție așa cum sunt
- Virgin River Narrows
- Emerald Pools
- Angel's Landing
- The Great White Throne
- The Three Patriarchs
- Kolob Arch
- Weeping Rock

## Temperaturi
|                         | Jan | Feb | Mar | Apr | Mai | Jun | Jul | Aug | Sep | Okt | Nov | Dez |
| ----------------------- | --- | --- | --- | --- | --- | --- | --- | --- | --- | --- | --- | --- |
| Temperaturi maxime – °C | 22  | 26  | 30  | 34  | 39  | 46  | 46  | 44  | 43  | 36  | 28  | 22  |
| Temperaturi minime – °C | −19 | −16 | −11 | −5  | −6  | 4   | 11  | 10  | 1   | −5  | −11 | −12 |
| Zile cu peste 32 °C     | 0   | 0   | 0   | 1   | 8   | 21  | 30  | 28  | 18  | 3   | 0   | 0   |
| Zile sub 32 °C          | 19  | 14  | 10  | 3   | 0   | 0   | 0   | 0   | 0   | 1   | 9   | 18  |

| Date climatice pentru Parcul Național Zion (1981–2010)               | Date climatice pentru Parcul Național Zion (1981–2010) | Date climatice pentru Parcul Național Zion (1981–2010) | Date climatice pentru Parcul Național Zion (1981–2010) | Date climatice pentru Parcul Național Zion (1981–2010) | Date climatice pentru Parcul Național Zion (1981–2010) | Date climatice pentru Parcul Național Zion (1981–2010) | Date climatice pentru Parcul Național Zion (1981–2010) | Date climatice pentru Parcul Național Zion (1981–2010) | Date climatice pentru Parcul Național Zion (1981–2010) | Date climatice pentru Parcul Național Zion (1981–2010) | Date climatice pentru Parcul Național Zion (1981–2010) | Date climatice pentru Parcul Național Zion (1981–2010) | Date climatice pentru Parcul Național Zion (1981–2010) |
| Luna                                                                 | Ian                                                    | Feb                                                    | Mar                                                    | Apr                                                    | Mai                                                    | Iun                                                    | Iul                                                    | Aug                                                    | Sep                                                    | Oct                                                    | Nov                                                    | Dec                                                    | Anual                                                  |
| -------------------------------------------------------------------- | ------------------------------------------------------ | ------------------------------------------------------ | ------------------------------------------------------ | ------------------------------------------------------ | ------------------------------------------------------ | ------------------------------------------------------ | ------------------------------------------------------ | ------------------------------------------------------ | ------------------------------------------------------ | ------------------------------------------------------ | ------------------------------------------------------ | ------------------------------------------------------ | ------------------------------------------------------ |
| Maxima istorică °F (°C)                                              | 73 (23)                                                | 89 (32)                                                | 91 (33)                                                | 97 (36)                                                | 106 (41)                                               | 114 (46)                                               | 115 (46)                                               | 112 (44)                                               | 110 (43)                                               | 99 (37)                                                | 86 (30)                                                | 81 (27)                                                | 115 (46)                                               |
| Maxima medie °F (°C)                                                 | 54.2 (12,3)                                            | 58.3 (14,6)                                            | 66.2 (19)                                              | 74.3 (23,5)                                            | 85.2 (29,6)                                            | 95.7 (35,4)                                            | 101.0 (38,3)                                           | 98.3 (36,8)                                            | 91.0 (32,8)                                            | 78.3 (25,7)                                            | 63.5 (17,5)                                            | 53.3 (11,8)                                            | 76,7 (24,8)                                            |
| Media zilnică °F (°C)                                                | 42.3 (5,7)                                             | 45.9 (7,7)                                             | 52.3 (11,3)                                            | 59.1 (15,1)                                            | 68.9 (20,5)                                            | 78.8 (26)                                              | 85.0 (29,4)                                            | 83.0 (28,3)                                            | 75.6 (24,2)                                            | 63.6 (17,6)                                            | 50.3 (10,2)                                            | 41.4 (5,2)                                             | 62,3 (16,8)                                            |
| Minima medie °F (°C)                                                 | 30.3 (−0.9)                                            | 33.5 (0,8)                                             | 38.3 (3,5)                                             | 43.9 (6,6)                                             | 52.7 (11,5)                                            | 62.0 (16,7)                                            | 69.0 (20,6)                                            | 67.7 (19,8)                                            | 60.3 (15,7)                                            | 48.8 (9,3)                                             | 37.0 (2,8)                                             | 29.5 (−1.4)                                            | 47,8 (8,8)                                             |
| Minima istorică °F (°C)                                              | −15 (−26)                                              | 0 (−18)                                                | 10 (−12)                                               | 21 (−6)                                                | 20 (−7)                                                | 7 (−14)                                                | 41 (5)                                                 | 35 (2)                                                 | 33 (1)                                                 | 17 (−8)                                                | −10 (−23)                                              | −5 (−21)                                               | −15 (−26)                                              |
| Precipitații inches (mm)                                             | 1.82 (46.2)                                            | 1.98 (50.3)                                            | 2.04 (51.8)                                            | 1.31 (33.3)                                            | 0.67 (17)                                              | 0.31 (7.9)                                             | 1.22 (31)                                              | 1.45 (36.8)                                            | 1.04 (26.4)                                            | 1.30 (33)                                              | 1.42 (36.1)                                            | 1.63 (41.4)                                            | 16,19 (411,2)                                          |
| Zăpadă inches (cm)                                                   | 0.9 (2.3)                                              | 1.0 (2.5)                                              | 0.7 (1.8)                                              | 0.1 (0.3)                                              | 0.0 (0)                                                | 0.0 (0)                                                | 0.0 (0)                                                | 0.0 (0)                                                | 0.0 (0)                                                | 0.0 (0)                                                | 0.5 (1.3)                                              | 1.0 (2.5)                                              | 4,2 (10,7)                                             |
| Nr. de zile cu precipitații (≥ 0.01 in)                              | 6.5                                                    | 7.8                                                    | 7.8                                                    | 6.1                                                    | 4.4                                                    | 2.7                                                    | 5.1                                                    | 6.6                                                    | 4.7                                                    | 5.1                                                    | 4.8                                                    | 6.4                                                    | 68                                                     |
| Nr. mediu de zile cu ninsoare (≥ 0.1 in)                             | 0.6                                                    | 0.5                                                    | 0.4                                                    | 0.1                                                    | 0.0                                                    | 0.0                                                    | 0.0                                                    | 0.0                                                    | 0.0                                                    | 0.0                                                    | 0.3                                                    | 0.6                                                    | 2,5                                                    |
| Sursa nr. 1: NOAA                                                    |                                                        |                                                        |                                                        |                                                        |                                                        |                                                        |                                                        |                                                        |                                                        |                                                        |                                                        |                                                        |                                                        |
| Sursa nr. 2: Western Regional Climate Center (extremes 1904–present) |                                                        |                                                        |                                                        |                                                        |                                                        |                                                        |                                                        |                                                        |                                                        |                                                        |                                                        |                                                        |                                                        |